# Mężczyzna idealny (film 2005)
Mężczyzna idealny (cz. Román pro ženy, dosł. tłum. Powieść dla kobiet) – czeska komedia romantyczna z 2005 roku w reżyserii Filipa Renča, zrealizowana na podstawie powieści Michala Viewegha.

## Fabuła
Młoda dziennikarka Laura i jej owdowiała matka Jana wciąż szukają tego jedynego. Ciągle bez skutku. Jana nienawidzi Czechów. Jeden z jej wcześniejszych wybranków chodził do teatru w narciarskim swetrze, a drugi zmarł w dniu Wigilii na skutek złego odżywiania. Za nic też nie zwiąże się z Amerykaninem, który ma broń i popiera Busha, ani z Niemcem, który nienawidzi Polaków.
Doświadczenia Laury nie są o wiele lepsze. Jak dotąd chodziła z lektorem angielskiego, a także ze sprzedawcą telefonów komórkowych, dla którego liczyła się tylko elektronika.
W końcu jednak Laura trafia na właściwego mężczyznę. Zakochuje się. Problem pojawia się, gdy wybranek Olivier okazuje się znienawidzonym przez Janę "typowym Czechem", który do teatru chodzi w swetrze, jak jej były kochanek. Obydwie kobiety widzą w Olivierze zupełnie różne osoby.

## Obsada
- Zuzana Kanócz – Laura
- Marek Vašut – Oliver
- Simona Stašová – Jana
- Stella Zázvorková – babcia
- Miroslav Donutil – Žemla
- Laďka Něrgešová – Ingrid
- Jaromír Nosek – Rickie
- Klára Sedláčková – Sandra
- Jaromír Dulava – ojciec Laury
- Peter Smith – Jeff
- David Švehlík – Hubert
- Saša Rašilov – spadochroniarz
- Juraj Ďurdiak – Hans
- Viera Kučerová – fryzjerka
- Alena Vitáčková – fryzjerka
- Jan Svěrák – kelner[2]

## Produkcja
Zdjęcia kręcono w Pradze, na Słowacji (Tatrzańska Łomnica, Stary Smokowiec) oraz na Wyspach Kanaryjskich (Gran Canaria).

## Nagrody i nominacje
- 2006: nominacje do nagrody Czeskiego Lwa za najlepszą kobiecą rolę drugoplanową (Simona Stašová) oraz za najlepszy plakat filmowy.